# Dolenja Vas (Lupoglav)
 Dolenja Vas  (olaszul: Villabassa) falu Horvátországban, Isztria megyében. Közigazgatásilag települések Lupoglavhoz tartozik.

## Fekvése
Az Isztriai-félsziget északkeleti részén, Buzettól 16 km-re délkeletre, Abbáziától 15 km-re nyugatra, községközpontjától 2 km-re délkeletre a Ćićarija-hegység déli lejtőin, közvetlenül az A8-as autópálya mellett fekszik. Plébánia székhelye, mely magában foglalja Lupoglav, Gorenja Vas, Semić és Lesišćina településeket.

## Története
A települést 1523-ban a lupoglavi uradalom urbáriumában „Nidrdorff” alakban említik először, de a szomszédos Gorenja Vassal együtt már a lupoglavi kastély építése előtt is létezett. Hűbérurai Petar Kruzsics, a Sincovich, az Eggenberg és a Brigido családok voltak. Plébániáját 1701-ben alapították, plébániatemploma 1808-ban épült a korábbi, 16. századi templom helyén. A régi templom építési idejéről (1551) egy fennmaradt glagolita betűs felirat tanúskodik az építés évével, az építőmester és az akkori plébános nevével. Lakói mezőgazdasággal és állattartással foglalkoztak. 1857-ben 301, 1910-ben 270 lakosa volt. Templomát 1969-ben megújították. 2011-ben 71 lakosa volt.

## Lakosság
| Lakosság változása | Lakosság változása | Lakosság változása | Lakosság változása | Lakosság változása | Lakosság változása | Lakosság változása | Lakosság változása | Lakosság változása | Lakosság változása | Lakosság változása | Lakosság változása | Lakosság változása | Lakosság változása | Lakosság változása | Lakosság változása |
| ------------------ | ------------------ | ------------------ | ------------------ | ------------------ | ------------------ | ------------------ | ------------------ | ------------------ | ------------------ | ------------------ | ------------------ | ------------------ | ------------------ | ------------------ | ------------------ |
| 1857               | 1869               | 1880               | 1890               | 1900               | 1910               | 1921               | 1931               | 1948               | 1953               | 1961               | 1971               | 1981               | 1991               | 2001               | 2011               |
| 301                | 311                | 376                | 326                | 258                | 270                | 289                | 262                | 225                | 262                | 189                | 140                | 110                | 82                 | 82                 | 71                 |

## Nevezetességei
- Szent Márton püspök tiszteletére szentelt plébániatemploma 1808-ban épült a 16. századi templom helyén, 1969-ben megújították. A templom északnyugat-délkeleti tájolású, egyhajós épület, nyugati oldalán sekrestyével. 1919-ben épített 18 méter magas harangtornya az északi homlokzat előtt áll. A torony építési idejéről a rajta elhelyezett faragott kőtábla emlékezik meg.
- A temetőben áll Szent János evangélista tiszteletére szentelt 1581-ben épített kis temploma.